# Pierre Antoine Delalande

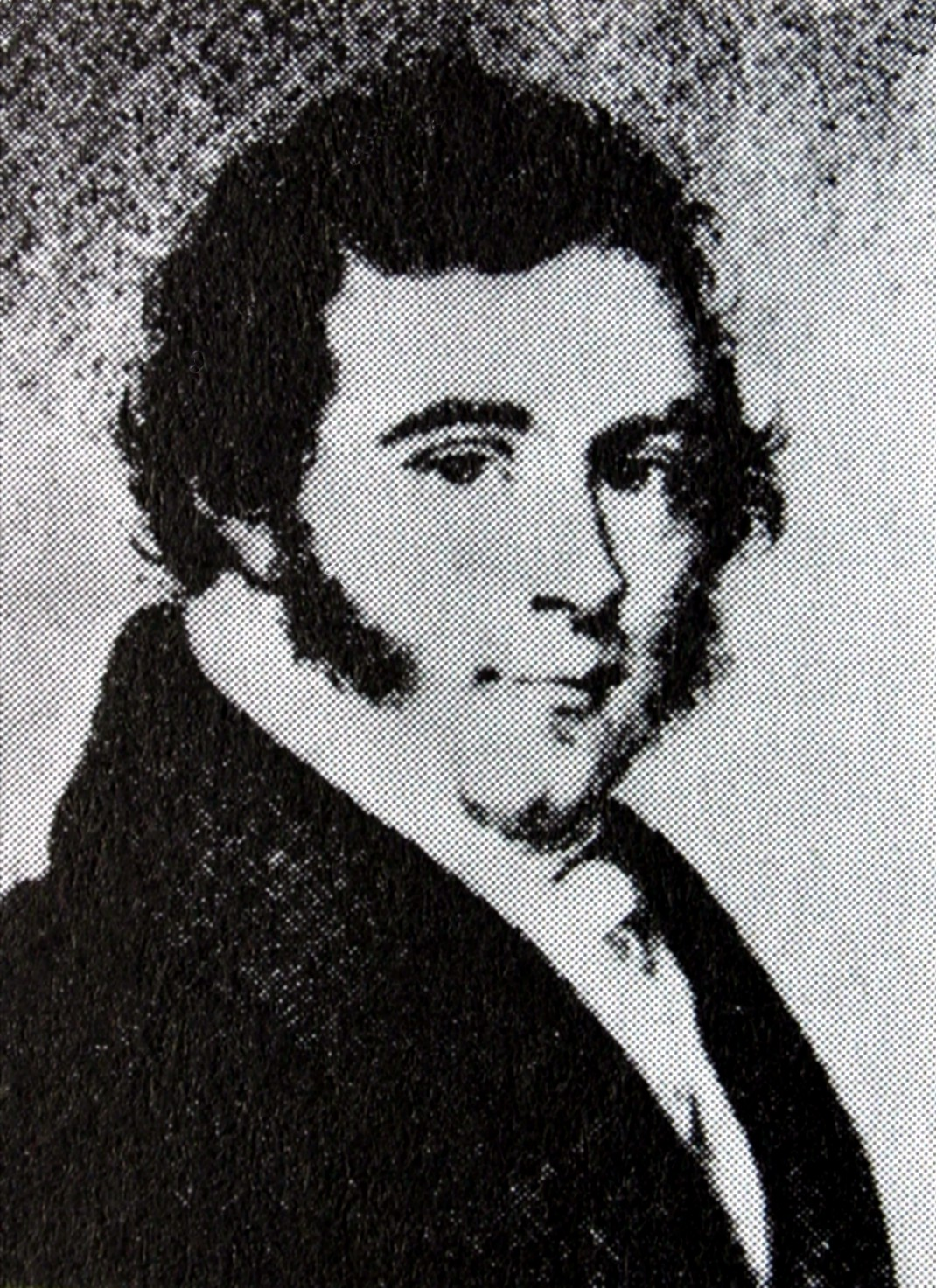
Pierre Antoine Delalande (1787–1823)

Pierre Antoine Delalande (* 27. März 1787 in Versailles; † 27. Juni 1823 in Paris) war ein französischer Naturforscher, Entdecker und Maler.

## Leben
Delalande war der Sohn eines Präparators, der im Muséum national d’histoire naturelle in Paris angestellt war. Bereits als junger Mann arbeitete Delalande als Assistent von Étienne Geoffroy Saint-Hilaire ebenfalls in diesem Museum. Im Atelier des flämischen Tiermalers Jean-Baptiste Berré (1777–1838) wurde er zum Maler ausgebildet. Das Atelier befand sich im Jardin des Plantes und die Tier- und Landschaftsbilder wurden im Salon de Paris ausgestellt.
1808 begleitete Delalande Étienne Geoffroy Saint-Hilaire auf eine zoologische Sammelexkursion nach Portugal. 1813 wurde er in die Provence gesandt, um im Mittelmeer Fische und Weichtiere zu sammeln. 1816 begleitete er gemeinsam mit dem Botaniker Auguste Saint-Hilaire den französischen Botschafter an Bord der Fregatte l’Hermione nach Brasilien. In der Umgebung von Rio de Janeiro betätigten sich Delalande und Saint-Hilaire als Pflanzensammler. Dies war der Beginn von Saint-Hilaires Forschungsarbeit in Südamerika, über die er das Werk „Voyage dans les Provinces de Rio de Janeiro et Minas Geraes“ veröffentlichte.
1818 reiste Delalande gemeinsam mit seinem zwölfjährigen Neffen Jules Verreaux ins südliche Afrika. Zwischen November 1818 und September 1820 unternahmen sie drei Reisen ins Landesinnere. Ihre Exkursionen führten sie ostwärts entlang der Küste von Kapstadt, nordwärts zum Olifants River und nordostwärts von der Algoa Bay bis zum Keiskamma River. Bei seiner Rückkehr nach Frankreich präsentierte er dem Muséum national d’histoire naturelle eine Sammlung von 13.405 Präparaten, darunter ein komplettes Skelett von einem 23 Meter langen, gestrandetem Wal, der über einen Zeitraum von zwei Monaten seziert wurde. Weiter befanden sich unter Delalandes Exponaten Giraffen, Nashörner, ein Nilpferd sowie Überreste von Menschen, von denen einige auf einem alten Friedhof in Kapstadt und auf dem Schlachtfeld bei Grahamstown ausgegraben worden waren. Er brachte ebenfalls eine Mineraliensammlung, 10.000 Insektenpräparate sowie ein umfangreiches Herbarium mit, obwohl vieler seiner Herbarproben beim Transit nach Frankreich verlorengingen und alle lebenden Pflanzen in Kapstadt zurückgelassen werden mussten. Während des Aufenthalts in Südafrika wurde Delalandes Gesundheitszustand durch Tropenkrankheiten stark angegriffen. Für seine Verdienste erhielt er den Orden der Ehrenlegion, jedoch keine finanzielle Unterstützung. 1822 veröffentlichte er einen Beitrag mit dem Titel „Précis d’un voyage au Cap de Bonne-Espérance“ im Museums-Bulletin.

## Dedikationsnamen
Nach Delalande sind unter anderem Hypericum lalandii, Tetrapteris lalandiana, der Südliche Brustbandtyrann (Corythopis delalandi), die Grünhaubenelfe (Stephanoxis lalandi), der Delalande-Seidenkuckuck (Coua delalandei), der Brasilianische Scharfnasenhai (Rhizoprionodon lalandii), Jasus lalandii, Nucras lalalandii und der Kanarengecko (Tarentola delalandii) benannt.